# Lista de museus na China

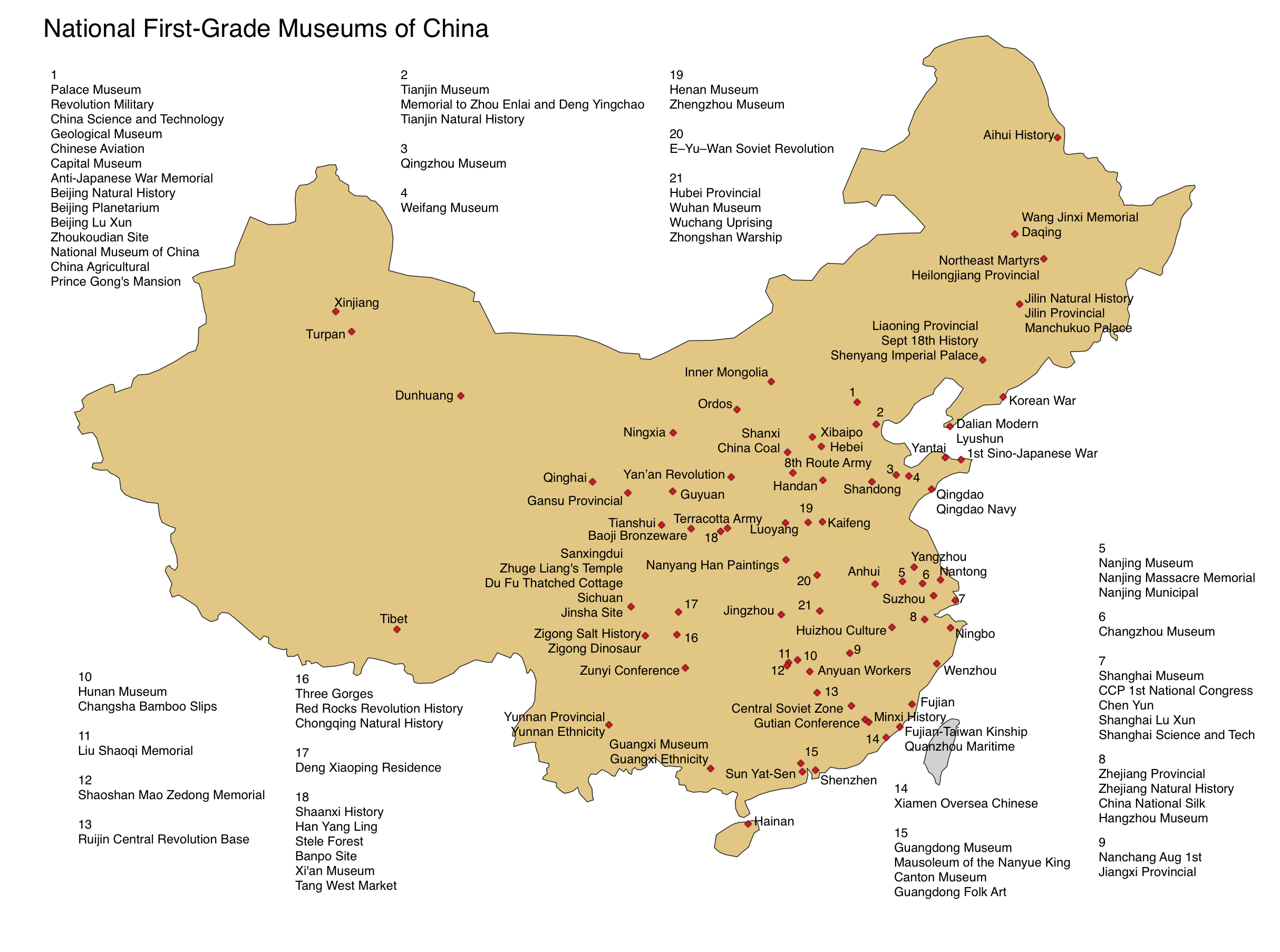
Museus Nacionais de 1ª Classe da China.

Desde 2020, existem 5.788 museus na China, incluindo 3.054 museus estatais (museus administrados por governos ou universidades nacionais e locais) e 535 museus privados. Em 2021, os museus do país receberam aproximadamente 779 milhões de visitantes. Alguns museus de relíquias culturais, como o Museu dos Guerreiros e Cavalos de Terracota Qin em Xi'an, tornaram-se atrações turísticas internacionalmente conhecidas. O governo realiza intercâmbios de exposições de relíquias culturais entre museus e promove a exibição e intercâmbio de coleções legais não-governamentais. Os museus são classificados em vários graus, sendo os museus nacionais de primeiro grau a classificação mais elevada.

## Lista
Abaixo está uma lista de museus na China agrupados pelas províncias ou municípios onde estão localizados.

### Anhui
- Museu Provincial de Anhui
- Hall da Fama de Anhui
- Museu de Fósseis de Paleontologia de Anhui
- Museu de Bengbu
- Museu Fiscal da China Huizhou
- Museu Ma'anshan
- Museu do Condado de She

### Pequim
- Museu de Arquitetura Antiga de Pequim
- Museu de Artes Folclóricas de Pequim
- Museu da Muralha da Cidade de Liao e Jin de Pequim
- Museu de Arte Contemporânea de Pequim
- Museu de História Natural de Pequim
- Salão de Exposições de Planejamento de Pequim
- Museu da Capital
- Museu Agrícola da China
- Museu da Aviação Civil da China
- Museu de Telecomunicações da China
- Museu Nacional do Cinema da China
- Museu Nacional dos Correios e Selos Postais da China
- Museu Numismático da China
- Museu da Impressão da China
- Museu Ferroviário da China
- Museu de Ciência e Tecnologia da China [3]
- Mausoléu da Dinastia Han Ocidental de Dabaotai
- Edifício Digital de Pequim
- Museu Geológico da China
- Museu de Guanfu (privado)
- Museu Internacional da Amizade
- Museu de Lu Xun
- Museu Militar da Revolução Popular Chinesa
- Parque das Relíquias da Muralha da Cidade Ming
- Museu da Guerra de Resistência do Povo Chinês Contra a Agressão Japonesa
- Museu Nacional de Arte da China
- Museu Nacional da China
- Museu do Palácio (Cidade Proibida)
- Museu Paleozoológico da China
- Museu de Arte de Shangyuan
- Museu da Capital do Estado de Zhou Yan Ocidental
- Madame Tussauds de Pequim

### Chongqing
- Museu Subaquático de Baiheliang
- Museu de Arte de Chongqing
- Museu de História Natural de Chongqing
- Museu de Ciência e Tecnologia de Chongqing
- Museu da Ópera de Chongqing Sichuan
- Museu General Joseph W. Stilwell
- Museu de Hongyancun
- Museu das Três Gargantas
- Madame Tussauds Chongqing

### Fujian
- Museu de Fujian, Fuzhou
- Museu de Guanfu (privado), Xiamen
- Museu de Jinjiang, Jinjiang
- Museu de Quanzhou
- Museu Marítimo de Quanzhou, que abriga o navio Quanzhou

### Gansu
- Museu do Condado de Dunhuang
- Museu Provincial de Gansu (Lanzhou)
- Museu de Lanzhou (Lanzhou)
- Museu da Rota da Seda

### Guangdong
- Museu de Ciência e Tecnologia de Dongguan
- Museu de Guangdong, Cantão
- Museu de Arte de Guangdong, Guangzhou
- Museu de História Revolucionária de Guangdong
- Museu Provincial de Guangdong, Guangzhou
- Museu Longgang da Cultura Hakka, Longgang
- Museu do Mausoléu do Rei Nanyue, Guangzhou
- Museu de Shenzhen, Shenzhen
- Museu de Wangye, Shenzhen

### Guangxi
- Museu de Guangxi
- Museu de Antropologia de Guangxi
- Museu de Liuzhou
- Museu da Floresta das Tábuas de Guihai

### Hainan
- Museu Provincial de Hainan

### Hebei
- Museu Provincial de Hebei

### Heilongjiang
- Museu Provincial de Heilongjiang

### Henan
- Museu de Henan, Zhengzhou
- Museu de Luoyang, Luoyang
- Museu do Estado de Guo, Sanmenxia

### Hubei
- Museu Provincial de Hubei
- Museu de Wuhan
- Projeto subterrâneo 131, na província de Xianning
- Museu Yifu da Universidade de Geociências da China
- Madame Tussauds Wuhan

### Hunan
- Museu Provincial de Hunan, Changsha
- Museu de Changsha, Changsha
- Museu das Tiras de Bambu de Changsha, Changsha
- Museu das Tiras de Bambu da Dinastia Qin de Liye, condado de Longshan

### Mongólia Interior
- Museu da Mongólia Interior, Hohhot
- Museu da Cidade de Hohhot, Hohhot

### Jiangsu

#### Nanquim

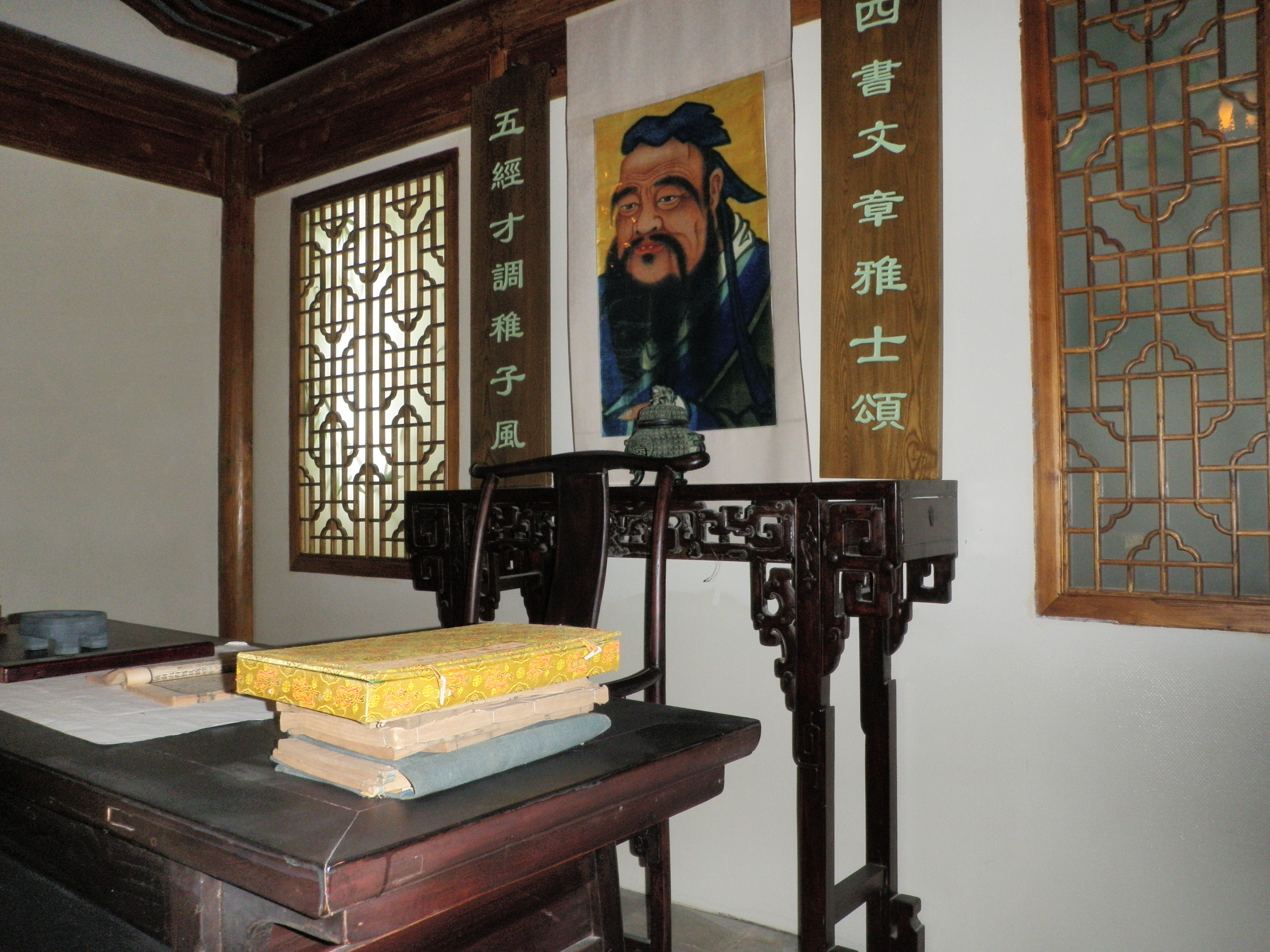
Sala de aula simulada de uma escola particular tradicional de Confúcio na China. Tirada no Museu Educacional de Nanjing, na Escola Secundária Número 1 de Nanquim.

- Museu de História Moderna da China, Nanquim
- Museu de Nanquim
- Museu Municipal de Nanjing
- Salão do Memorial do Massacre de Nanjing, Nanquim
- Museu de História do Reino Celestial de Taiping, Nanquim

#### Suzhou
- Museu de Suzhou
- Museu de Artes e Ofícios de Suzhou
- Museu de Changzhou, Suzhou
- Museu de Zhenjiang, Suzhou
- Museu de Yangzhou e Museu de Impressão em Bloco da China (os dois são conhecidos localmente como "museu duplo", pois compartilham a seção do lobby), Suzhou

#### Xuzhou
- Museu de Xuzhou
- Museu do Decreto de Xuzhou
- Local Cultural da Dinastia Han
  - Mausoléu do Príncipe Chu da Colina do Leão
  - Museu Aquático do Guerreiro de Terracota
  - Museu dos Guerreiros e Cavalos de Terracota da Dinastia Han
  - Galeria de relevo de pedra da Dinastia Han
  - Museu Cultural e Artístico da Dinastia Han

#### Outras cidades
- O Museu da Tumba do Rei Guangling da Dinastia Han, Yangzhou
- Museu de Nantong, Nantong
- O Antigo Museu das Glicínias, Changzhou
- Museu Memorial do Exército Vermelho, Rugao

### Jiangxi
- Museu da Concessão Britânica de Jiujiang
- Museu de Jiujiang
- Museu da Cultura Popular de Jiujiang
- Centro de Exposições de Planejamento Urbano de Jiujiang
- Museu de Belas Artes de Jiujiang
- Museu Florestal de Jiujiang

### Jilin
- Museu do Palácio Imperial do Estado Manchu, Changchun
- Museu Provincial de Jilin
- Museu da Universidade de Jilin

### Liaoning
- Museu Provincial de Liaoning
- Museu de História Natural de Dalian
- Museu Moderno de Dalian
- Museu da Locomotiva a Vapor de Shenyang

### Macau
- Museu das Comunicações
- Museu dos Bombeiros
- Museu do Grande Prêmio
- Casa da Cultura do Chá de Macau
- Museu de Arte de Macau
- Museu do Vinho de Macau
- Museu Marítimo
- Museu de Macau
- Museu de Arte Sacra e Cripta
- Museu da História da Taipa e Coloane
- Museu Natural e Agrário
- Casa Memorial Sun Yat Sen
- Casas-Museu da Taipa

### Ningxia
- Museu de Ningxia

### Qinghai
- Museu Liuwan de Cerâmica Pintada Antiga, Ledu

### Shaanxi
- Museu de História de Shaanxi, Xi'an
- Museu Florestal da Estela de Xi'an (Beilin), Xi'an
- Exército de Terracota, Xi'an
- Museu Banpo de Xi'an, Xi'an
- Museu de Maoling, Xianyang
- Museu de Xi'an (dentro do Templo Jianfu ), Xi'an
- Museu de Xianyang, Xianyang
- Museu de Bronze de Baoji, Baoji

### Shandong
- Museu de Arte de Shandong
- Museu Provincial de Shandong
- Museu de Ciência e Tecnologia de Shandong
- Museu de Jinan
- Museu Municipal de Qingdao

### Xangai
- Museu de Arte Aurora [4]
- Museu de Arte da China
- Museu Marítimo da China
- Museu Marítimo CY Tung
- Museu de Arte Contemporânea de Xangai
- Central Elétrica da Arte
- Museu de Arte Rockbund
- Museu Entomológico de Xangai
- Museu do Cinema de Xangai
- Museu de História de Xangai
- Museu Internacional de Vinhos e Bebidas Espirituosas de Xangai
- Museu dos Refugiados Judeus de Xangai
- Palácio Cultural Mazu de Xangai
- Museu de Xangai
- Museu de Segurança Pública de Xangai
- Museu de Medicina Tradicional Chinesa de Xangai
- Museu de História Natural de Xangai
- Museu de Ciência e Tecnologia de Xangai
- Centro de Exposições de Planejamento Urbano de Xangai
- Salão de Exibição de Água de Xangai
- Museu Yuz
- Museu Long
- Parque das Relíquias de Guangfulin
- Madame Tussauds de Xangai

### Shanxi
- Museu Provincial de Shanxi (Taiyuan)
- Museu Provincial de Arte de Shanxi (Taiyuan)
- Museu de Datong (Mosteiro Huayan Inferior de Datong)
- O Museu do Carvão da China (Taiyuan)

### Sichuan
- Museu dos Dinossauros de Zigong, Zigong
- Museu de História do Sal de Zigong, Zigong
- Museu de Ciência e Tecnologia de Sichuan, Chengdu
- Du Fu Cao Tang (casa de palha de Du Fu), Chengdu
- Museu de Sanxingdui
- Museu Local de Jinsha
- Museu das Lanternas Coloridas da China
- Museu de Jianchuan

### Tianjin
- Museu de Tianjin
- Memorial a Zhou Enlai e Deng Yingchao, Tianjin
- Museu de História Natural de Tianjin
- Museu de História Moderna de Tianjin

### Região Autônoma do Tibete
- Museu do Tibete

### Xinjiang
- Museu da Região Autônoma Uigur de Xinjiang
- Museu Cultural de Khotan
- Museu de Turpan

### Yunnan
- Museu dos Dinossauros de Lufeng
- Museu Provincial de Yunnan
- Museu das Nacionalidades de Yunnan
- Museu de Zoologia de História Natural de Kunming
- Museu Ferroviário de Yunnan, Kunming.

### Zhejiang
- Museu Provincial de Zhejiang, Hangzhou
- Museu de História Natural de Zhejiang
- Museu do Forno Guan da Dinastia Song do Sul de Hangzhou
- Museu Numismático Mundial de Hangzhou
- Museu da Cultura de Liangzhu
- Museu Nacional do Chá da China, Hangzhou
- Museu Nacional da Seda da China, Hangzhou
- Museu de Zhoushan
- Museu de Finanças e Tributação da China
- Museu do Calçado da China, Wenzhou
- Museu do Grande Canal da China
- O Museu Nacional da Cultura do Molho da China
- Museu de Medicina Tradicional Chinesa, Hangzhou
- Museu do Selo Chinês, Hangzhou